# گاگادندان
گاگادندان (نام علمی: Gagadon minimonstrum) نام یک گونه از راسته جفت‌سم‌سانان است.